# 杨雪兰
杨雪兰（1935年5月25日—2020年12月26日），美籍华裔企业家、社会活动家，原通用汽车全球副总裁。

## 生平
杨雪兰于1935年出生于上海，父亲是外交官杨光泩、母亲是严氏三姐妹之一的严幼韵。1938年，因其母与其父的上司已婚的著名外交官顾维钧长期有染，其父被调职到马尼拉中华民国驻菲律宾总领事，全家随同前往。1942年马尼拉被日军攻占后，父亲被日军杀害。二战后，母亲带着她和两个姐妹赴美国投靠情夫顾维钧，公开成为顾维钧的情妇。顾维钧1959年与妻子离婚并与其母结婚。

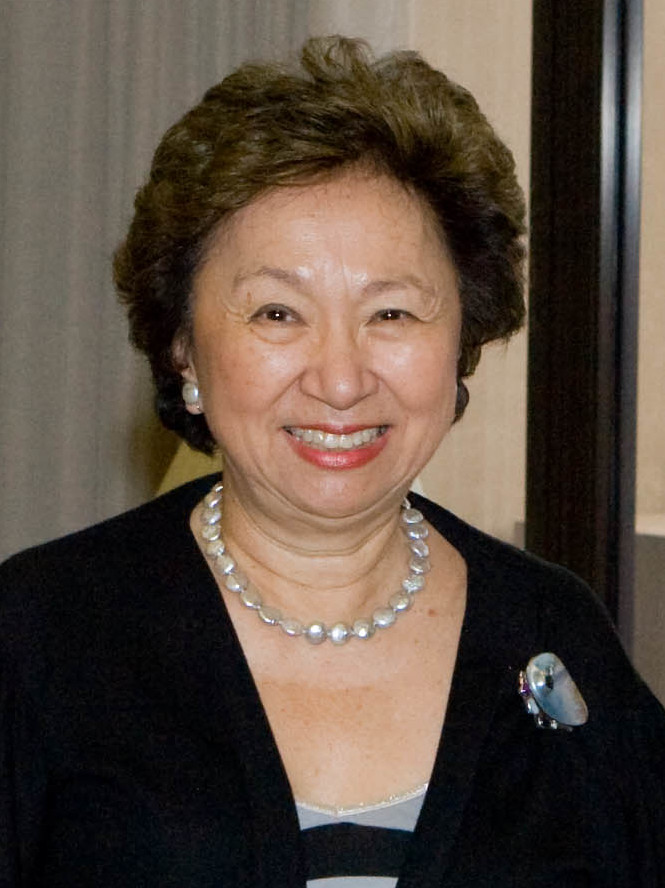
杨雪兰

杨雪兰高中时就读于艾波特学院，后考入衛斯理学院。她于1955年毕业，获经济学学位。其后，她还曾在纽约大学经济系深造。之后她步入广告界，在Grey广告公司工作了长达二十五年，在她于1988年离职时已成为了公司副总裁。1988年起她加入通用汽车公司，出任负责消费者市场拓展的副总裁。1996年至1999年，她负责公司在中国的战略发展。离开通用汽车后，她建立了杨雪兰事务所（Shirley Young Associates, LLC）并出任总裁。
杨雪兰曾于1990年与贝聿铭、马友友等知名美籍华人一同创办了美籍华人组织百人会并担任首任会长。此外，她还担任清华大学、同济大学、华中科技大学等校名誉教授，上海交通大学名誉校董，维斯理学院、菲利普斯学院、哈佛商学院董事会董事等职。
2020年12月26日因乳癌於紐約曼哈頓一間醫院去世，享年85歲。